# Jardine Matheson
A Jardine Matheson Holdings Limited (também conhecida como Jardines) é um conglomerado multinacional britânico domiciliado nas Bermudas com sede em Hong Kong. A maioria de seus interesses comerciais estão na Ásia, entre suas subsidiárias estão Jardine Pacific, Jardine Motors, Hongkong Land, Jardine Strategic Holdings, Dairy Farm, Mandarin Oriental Hotel Group, Jardine Cycle & Carriage e a Astra International. Fundou a Jardine Scholarship em 1982 e a Mindset, uma instituição de caridade voltada para a saúde mental, em 2002.
Jardine Matheson faz parte do Fortune Global 500. Em 2013, a Jardine Matheson e Jardine Strategic estavam entre as 200 maiores empresas de capital aberto do mundo, avaliadas pela capitalização de mercado.